# Alfred Levy (Politiker)
Alfred Levy (* 6. Januar 1885 in Hamburg; † 28. Mai 1938 in Butowo, Sowjetunion) war ein deutscher kommunistischer Politiker.

## Leben
Der aus einer streng religiösen, kinderreichen jüdischen Kaufmannsfamilie stammende Levy besuchte die Talmud-Tora-Schule, welche er ohne Abschluss verließ. Schon früh widersetzte sich Levy der religiösen Erziehung, legte später aber stets Wert auf die Feststellung, dass er konfessionslos und nicht religionslos sei. Nach dem Verlassen der Schule absolvierte er eine Lehre als Schriftsetzer und Buchdrucker und ging nach deren Abschluss auf Wanderschaft u. a. nach Frankreich, Italien und ins Habsburgerreich. In Mannheim gehörte er 1904 zu den Gründern einer sozialistischen Jugendorganisation, war Herausgeber von deren Organ Junge Garde und zeitweise bei der dortigen sozialdemokratischen Volkszeitung angestellt. 1909 kehrte Levy nach Hamburg zurück, wo er in seinem ehemaligen Lehrbetrieb arbeitete und Anna Vieregg heiratete. 1911 wurde sein Sohn Hans geboren.
Levy wurde 1915 zum Militär eingezogen und wurde im Ersten Weltkrieg an der Westfront und in Rumänien eingesetzt, wo er schwer verwundet wurde. Nach einem Lazarettaufenthalt fand er als Wachsoldat und beim Nachschub Verwendung. Als Gegner der Burgfriedenspolitik der SPD war Levy 1916 aus der Partei ausgetreten und wurde zu Beginn der Novemberrevolution in den Soldatenrat in Brüssel und nach der Rückkehr in seine Heimatstadt in den Soldatenrat in Hamburg gewählt. Dort trat Levy noch 1918 auch der USPD bei. Im Folgejahr schloss er sich der KPD an, hier war Levy, der eine Anstellung bei der Wohlfahrtsbehörde und später beim Arbeitsamt gefunden hatte, vor allem bei sozialpolitischen Fragen und in der Bildungsarbeit aktiv.
Während der auf den Kapp-Putsch folgenden Unruhen beteiligte Levy sich als Führer einer Demonstration. Levy wurde verhaftet und zunächst zu einer dreijährigen Haftstrafe verurteilt, da die Demonstration in bewaffneten Kämpfen endete. Auf Grund des Einsatzes von Erich Ziegel und seiner Kandidatur für die Hamburgische Bürgerschaft wurde Levy jedoch vorzeitig freigelassen. 1921 zog Levy als Nachrücker ins Landesparlament ein (dem er bis 1927 angehörte), wo er sich in Debatten vor allem zu sozialpolitischen Themen äußerte. Nachdem Levy sich führend am Hamburger Aufstand im Oktober 1923 beteiligt hatte, wurde er am 3. November verhaftet und im Januar 1925 im Urbahns-Prozess als einer der Hauptangeklagten zu einer vierjährigen Haftstrafe verurteilt, welche er bis zu seiner Amnestierung im Mai 1926 absaß. Als zeitweiliger Anhänger der innerparteilichen Linksopposition um Hugo Urbahns gegen die Parteiführung um Ernst Thälmann wurde Levy 1927 nicht mehr als Kandidat zu den Bürgerschaftswahlen aufgestellt. Levy blieb aber in der KPD und war an der Organisierung von Streiks beteiligt, so in der Zwickauer Textilindustrie und im Hamburger Hafen, wo er zeitweise als Schauermann arbeitete.
Nach der Machtübernahme der NSDAP wurde Levy Ende März 1933 verhaftet und zunächst im Untersuchungsgefängnis am Holstenglacis und nach seiner Verurteilung zu drei Jahren Gefängnis wegen Vorbereitung zum Hochverrat zeitweise im KZ Wittmoor festgehalten. In den Folgejahren war Levy, der unter einer schweren Magenkrankheit litt und daher mehrfach Haftverschonung erhielt, in verschiedenen Gefängnissen inhaftiert. 1935 wurde er wegen einer schweren Operation ins Eppendorfer Krankenhaus gebracht. Von dort gelang Levy die Flucht, tauchte kurze Zeit in Hamburg unter und floh schließlich über Berlin nach Prag im Juni desselben Jahres. Im Folgejahr siedelte er nach Moskau über, wo er 1936 im örtlichen Rundfunk anlässlich der Hinrichtung von Etkar André eine Ansprache hielt.
1938 geriet Levy in die stalinistischen Säuberungen, wurde im März vom NKWD verhaftet, aus der KPD ausgeschlossen, zum Tode verurteilt und in Butowo erschossen. 1957 rehabilitierten sowjetische Stellen Alfred Levy posthum.